# Villosana crina
Villosana crina är en insektsart som beskrevs av Delong och Freytag 1969. Villosana crina ingår i släktet Villosana och familjen dvärgstritar. Inga underarter finns listade i Catalogue of Life.